# Napolitansko-kalabrijski jezik
Napolitansko-kalabrijski jezik (ISO 639-3: nap; Napolitansko-kalabreški), jezik Kalabreza, talijanima srodnog naroda, 7 050 000 ljudi (1976), koji se govori u provincijama Kalabrija i Kampanija u južnoj Italiji. Pripada široj skupini italo-dalmatskih jezika i ima dva prilično različita dijalekta, napolitanski i kalabreški. 

## Vanjske poveznice
- Ethnologue (14th)
- Ethnologue (15th)
- Napolitanski rječnik na Wiktionary